# Константин Брънкуш
Константин Брънкуш (на румънски: Constantin Brâncuşi) (* 19 февруари 1876, Хобица, Олтения, Румъния – † 16 март 1957 г., Париж) e модерен румънски скулптор, получил френско гражданство (1952). Избран е посмъртно за член на Румънската академия. Един от главните основатели на стила абстрактна скулптура, ярък представител на парижката школа, със световно име в авангардното изкуство на XX век.

## Биография
След като завършва Училището по изкуства и занаяти в Крайова (1884 – 1887 г.), отива в Букурещ, където завършва Училището по изящни изкуства през 1902 г. През 1904 г. заминава да следва в Мюнхен, но след 6 месеца тръгва пеш през Бавария и Швейцария до границата с (Франция), откъдето взима влак за Париж. През 1905 г. издържа приемния изпит в Националното висше училище по изящни изкуства (École Nationale Supérieure des Beaux-Arts), където следва до 1906 г., когато, навършвайки пределната възраст, напуска училището. Отказва да работи като стажант в ателието на Огюст Роден, заявявайки: „Rien ne pousse à l’ombre des grands arbres“ (В сянката на големите дървета не расте нищо).
Първата му изложба е в Société Nationale des Beaux-Arts и в Salon d'Automne в Париж, през 1906 г. През 1907 г. създава първата версия на творението си Целувка – тема, която пресъздава под различни форми до 1940 г. и която намира кулминацията си в Портата на Целувката в Монументалния ансамбъл в Търгу Жиу. През 1907 г. наема ателие на ул. „Монпарнас“ (Rue de Montparnasse) и влиза в досег с парижките авангардисти. Сприятелява се с Гийом Аполинер и Амедео Модилияни. През 1909 г. за кратко се завръща в Румъния и участва в изложбата „Официален салон“.
До 1914 г. редовно участва в колективни изложби в Париж и Букурещ, представяйки циклите Изкусни птици, Заспала муза, Госпожица Погани.
През 1914 г. Брънкуш открива първата си изложба в САЩ в галерия Photo Secession Gallery в Ню Йорк, която предизвиква огромен интерес. Американският колекционер Джон Куин купува повечето от скулптурите му, като така му осигурява добро материално положение и възможност да твори. В списание Little Review в Ню Йорк през 1921 г. се появява първата студия с 24 репродукции от творчеството на Брънкуш, подписана от американския поет Езра Паунд.
До 1940 г. творческата дейност на Брънкуш се развива и разцъфтява. Значителни произведения от този период са циклите Птица във въздуха и Овоид, както и дървените му скулптури. Същевременно Брънкуш участва в най-значимите колективни скулптурни изложби в САЩ, Франция, Швейцария, Холандия, Англия.
В ателието му в Impasse Ronsin, в сърцето на Париж Брънкуш създава собствен свят, с румънски рамки и атмосфера. Националният музей за модерно изкуство в Париж (Centre Pompidou) притежава значителен брой от творбите на Брънкуш, оставени му в наследство заедно с всички вещи в ателието му.
В Румъния по времето на така наречения „социалистически реализъм“ Брънкуш е считан за представител на космополитния буржоазен формализъм. Едва през 1964 г. е преоткрит в родината си като национален гений и неговите творби в Монументалния ансамбъл в Търгу Жиу: Безкрайна колона, Масата на мълчанието и Портата на целувката можело да бъдат изложени, след като са били потънали в забвение за четвърт век.
От 1963 г. до днес по цял свят са издадени над 50 книги и монографии и хиляди статии и изследвания за Константин Брънкуш, посочвайки окончателно мястото му като гениален творец. През 1937 г. известният скулптор Хенри Мур пише: „Брънкуш бе този, който даде на нашата епоха съзнанието за чиста форма“.
Брънкуш освобождава скулптурата от механичното имитиране на природата, отказва се от фигуративното пресъздаване на реалността, набляга на изразяването на същността на нещата, на живота във формата, създава единство между чувство и дух.
Като централна фигура в модерното артистично движение, Константин Брънкуш е считан за един от най-големите скулптори на 20 век.
Константин Брънкуш за творчеството си:
| „Il y a des imbéciles qui définissent mon œuvre comme abstraite, pourtant ce qu'ils qualifient d'abstrait est ce qu'il y a de plus réaliste, ce qui est réel n'est pas l'apparence mais l'idée, l'essence des choses.“ |  | „Идиоти са тези, които казват, че произведенията ми са абстрактни; това, което те наричат абстрактно, е най-чист реализъм, защото реалността не е представена чрез външната форма, а с идеята, която стои зад нея, есенцията на нещата.“ |

## Галерия
- „Портрет на госпожица Погани“, 1912.
- „Русата негърка“, 1933.
- „Пейката от камък“ в Търгу Жиу, 1937-1938.

## За него
- Neutres, Jerome. Brâncuși New York, 1913-2013 Архив на оригинала от 2018-08-28 в Wayback Machine.. New York: Editions Assouline, 2014. ISBN 9781614281962
- Varia, Radu. Brancusi. New York: Rizzoli, 1986.